# Internationale Nordseeschutzkonferenz
Die Internationale Nordseeschutzkonferenz (INK) wurde 1984 ins Leben gerufen. Die Minister für Umwelt und Verkehr der Nordsee-Anrainerstaaten trafen sich, um Vereinbarungen zu einem verbesserten Schutz der Nordsee zu treffen. 
Die letzte INK fand 2006 in Göteborg statt. Hauptthemen waren der vor dem Aussterben stehende Nordsee-Kabeljau, der Schutz der Restpopulation von Schweinswalen und die umweltverträgliche Verwertung von abgewrackten Schiffen.
Künftig soll der Schutz der Nordsee im Rahmen der EU-Meerespolitik verhandelt werden und damit die INK wegfallen. Naturschützer kritisieren, dass die EU hinter die Beschlüsse der INK zurückfallen könnte. Die meisten Beschlüsse der INK waren bisher für die beteiligten Staaten nicht gesetzlich bindend.

## Konferenzen
1. INK 1984 in Bremen
2. INK 1987 in London
3. INK 1990 in Den Haag
4. INK 1995 in Esbjerg
5. INK 2002 in Bergen
6. INK 2006 in Göteborg